# La Sexta columna
La Sexta columna (estilizado como laSexta columna) es un programa de televisión dirigido y locutado por el periodista Carlos Pastor e introducido por Antonio García Ferreras. Emitido en La Sexta desde el 27 de enero de 2012, que se centra en el análisis de la actualidad (normalmente política). 
Aunque sus emisiones comenzaron siendo ocasionales —de la mano del periodista y guionista Javier Gómez—, más tarde pasó a emitirse semanalmente, concretamente los viernes a las 21:30 horas. 
La voz de Javier Gómez encontró sucesor primero en los periodistas Pablo Fernández Ortiz de Zárate, y después en Rodrigo Blázquez, antiguo director del programa.

## Historia
Tras el éxito de los documentales #Spanishrevolution y #Urdangarín que emitió La Sexta el 11 de noviembre y el 30 de diciembre de 2011, respectivamente, la cadena decidió estrenar un programa en formato documental que analizara en profundidad un tema de máxima actualidad en cada entrega. Así, laSexta Columna se estrenó el viernes 27 de enero de 2012 en prime time, con emisiones ocasionales y de la mano de Antonio García Ferreras. En la actualidad, el programa se emite cada viernes.

## Formato
La Sexta Columna es un programa que aborda la actualidad política y social de la semana con reportajes de investigación en los que se recogen las principales claves del tema a tratar.

### Equipo
Antonio García Ferreras, presentador a su vez de Al Rojo Vivo es el encargado de conducir La Sexta Columna, el periodista Carlos Pastor hace de voz en off y está producido por los Servicios Informativos de La Sexta. 

## Polémicas
El 1 de junio de 2012, La Sexta emitió en laSexta Columna un reportaje llamado "Los intocables de Rouco", en el que se hablaba del poder de la Iglesia católica y cómo esta lo utiliza, según el propio reportaje. Pocos días después, la plataforma Hazte Oír puso en marcha una campaña para boicotear a los anunciantes de laSexta Columna si no retiraban su publicidad del espacio de La Sexta. Para esta organización, "la cadena dedicó una hora de su programación en la franja de máxima audiencia a insultar a los creyentes".
Desde Hazte Oír se afirmó también que el programa afirmó que "la Iglesia se adueña de todo lo que pilla"; "está funcionando como una gran agencia inmobiliaria"; "es intolerante y niega la ciencia, una Iglesia de signo medieval"; "juega a la desestabilización, al guerracivilismo y al conflicto"; y que "la Iglesia actual no tiene nada que ver con el proyecto de Jesús de Nazaret". También se alertó de que el programa se emitió en plena campaña del Impuesto sobre la Renta de las Personas Físicas (IRPF) y tras la polémica generada por el hecho de que la Iglesia no pague el Impuesto sobre Bienes Inmuebles (IBI).
Por estos motivos, durante tres semanas, las marcas San Miguel, Securitas Direct, Ariel y Braun retiraron sus anuncios del programa de La Sexta.

## Reconocimientos
La música que sale en el programa es muy alabada por sus oyentes y muy comentada en las redes sociales como Twitter. Los estilos de música más frecuentes en el programa son el indie , alternativo y Rock. Tanto llegó a ser la expectación por la música que los propios creadores del programa crearon una cuenta de Twitter llamada @musica6columna en la que cuando acaba cada programa, publican una lista de reproducción en Spotify.

## Episodios y audiencias
| Temporada | Temporada | Episodios | Estreno                  | Final               | Audiencia media | Audiencia media | Audiencia media |
| Temporada | Temporada | Episodios | Estreno                  | Final               | Espectadores    | Cuota           |                 |
| --------- | --------- | --------- | ------------------------ | ------------------- | --------------- | --------------- | --------------- |
|           | 1         | 13        | 27 de enero de 2012      | 29 de junio de 2012 | 785 000         | 5,1%            |                 |
|           | 2         | 32        | 21 de septiembre de 2012 | 28 de junio de 2013 | 1 089 000       | 6,5%            |                 |
|           | 3         | 32        | 13 de septiembre de 2013 | 6 de junio de 2014  | 1 167 000       | 6,9%            |                 |
|           | 4         | 37        | 19 de septiembre de 2014 | 26 de junio de 2015 | 1 400 000       | 8,5%            |                 |
|           | 5         | 39        | 11 de septiembre de 2015 | 1 de julio de 2016  | 1 279 000       | 7,9%            |                 |
|           | 6         | 38        | 9 de septiembre de 2016  | 30 de junio de 2017 | 1 166 000       | 7,5%            |                 |
|           | 7         | 34        | 8 de septiembre de 2017  | 22 de junio de 2018 | 1 337 000       | 8,4%            |                 |
|           | 8         | 37        | 14 de septiembre de 2018 | 28 de junio de 2019 | 1 167 000       | 7,7%            |                 |
|           | 9         | 35        | 13 de septiembre de 2019 | 26 de junio de 2019 | 1 066 000       | 7,1%            |                 |
|           | 10        | 36        | 11 de septiembre de 2020 | 25 de junio de 2021 | 1 128 000       | 7,1%            |                 |
|           | 11        | 38        | 10 de septiembre de 2021 | 24 de junio de 2022 | 849 000         | 6,4%            |                 |
|           | 12        | 37        | 9 de septiembre de 2022  | 23 de junio de 2023 | 713 000         | 5,8%            |                 |
|           | 13        | 36        | 8 de septiembre de 2023  | 28 de junio de 2024 | 754 000         | 6,5%            |                 |
|           | 14        | 37        | 6 de septiembre de 2024  | 29 de junio de 2025 | 738 000         | 6,8%            |                 |
| Total     | Total     | 115       | 2012                     | -                   | —               | —               |                 |

### Temporada 1 (2012)
| N.º Serie | N.º Temp. | Título original                                       | Fecha de emisión      | Audiencia        |
| --------- | --------- | ----------------------------------------------------- | --------------------- | ---------------- |
| 1         | 1         | «Yo pago, tu pagas ... ¿Quién se lo lleva?»           | 27 de enero de 2012   | 839 000 (4,6%)   |
| 2         | 2         | «Resacón en Levante»                                  | 3 de febrero de 2012  | 1 056 000 (5,5%) |
| 3         | 3         | «Urdangarín ante el juez: La verdad y sólo la verdad» | 24 de febrero de 2012 | 896 000 (5,1%)   |
| 4         | 4         | «El estado de malestar»                               | 30 de marzo de 2012   | 841 000 (5,3%)   |
| 5         | 5         | «Exclavas sexuales en España: ¿Y tú que miras?»       | 13 de abril de 2012   | 750 000 (4,4%)   |
| 6         | 6         | «El perdón del Rey cazado»                            | 20 de abril de 2012   | 886 000 (5,3%)   |
| 7         | 7         | «Sanidad solo para sanos»                             | 27 de abril de 2012   | 739 000 (4,7%)   |
| 8         | 8         | «Jóvenes sin plan rescate»                            | 11 de mayo de 2012    | 360 000 (2,1%)   |
| 9         | 9         | «Bancos: Culpables y rescatados»                      | 18 de mayo de 2012    | 836 000 (5,8%)   |
| 10        | 10        | «Iglesia y crisis: Los intocables de Rouco»           | 1 de junio de 2012    | 806 000 (6,1%)   |
| 11        | 11        | «Bankia: El gran 'sinpa'»                             | 8 de junio de 2012    | 944 000 (6,9%)   |
| 12        | 12        | «Pago o motín en Grecia: El rescate que da miedo»     | 15 de junio de 2012   | 615 000 (4,6%)   |
| 13        | 13        | «De nuevos ricos a rescatados: Cuéntame cómo pasó»    | 29 de junio de 2012   | 649 000 (5,3%)   |

### Temporada 2 (2012-2013)
| N.º Serie | N.º Temp. | Título original                                               | Fecha de emisión         | Audiencia        |
| --------- | --------- | ------------------------------------------------------------- | ------------------------ | ---------------- |
| 14        | 1         | «¿Dónde está la pasta?»                                       | 14 de septiembre de 2012 | 1 015 000 (5,9%) |
| 15        | 2         | «863 días recortando: ¿Para qué?»                             | 21 de septiembre de 2012 | 1 109 000 (7,8%) |
| 16        | 3         | «25-S: No me grites que no gobierno»                          | 28 de septiembre de 2012 | 1 537 000 (9,1%) |
| 17        | 4         | «Síndrome Eurovegas: Tropezar dos veces en el mismo ladrillo» | 5 de octubre de 2012     | 997 000 (6,4%)   |
| 18        | 5         | «Triturar la clase media»                                     | 19 de octubre de 2012    | 1 111 000 (6,6%) |
| 19        | 6         | «Banco malo: ¿Que pasa con mi piso?»                          | 26 de octubre de 2012    | 1 243 000 (7,1%) |
| 20        | 7         | «España va bien: ¿Para cuando?»»                              | 9 de noviembre de 2012   | 966 000 (5,4%)   |
| 21        | 8         | «Rajoy año I: La realidad era esto»                           | 16 de noviembre de 2012  | 1 082 000 (6,1%) |
| 22        | 9         | «Cataluña: ¿Domingo de resurrección?»                         | 23 de noviembre de 2012  | 894 000 (5,1%)   |
| 23        | 10        | «Desahuciados: La banca siempre gana»                         | 30 de noviembre de 2012  | 1 121 000 (6,1%) |
| 24        | 11        | «Sana, sana, si no se paga hoy se pagará mañana»              | 14 de diciembre de 2012  | 1 114 000 (6,3%) |
| 25        | 12        | «Peligro: España se está parando»                             | 11 de enero de 2013      | 1 131 000 (6,3%) |
| 26        | 13        | «Justicia: Pagan justos por pecadores»                        | 18 de enero de 2013      | 1 030 000 (5,6%) |
| 27        | 14        | «El caso Bárcenas y los sobrecogedores del PP»                | 25 de enero de 2013      | 1 237 000 (6,8%) |
| 28        | 15        | «El escándalo Bárcenas»                                       | 1 de febrero de 2013     | 1 528 000 (8,4%) |
| 29        | 16        | «Vuelve Gürtel: Bárcenas tira de la 'correa'»                 | 8 de febrero de 2013     | 1 346 000 (7,1%) |
| 30        | 17        | «En busca de la política perdida»                             | 15 de febrero de 2013    | 1 105 000 (6,1%) |
| 31        | 18        | «El estado de la conmoción»                                   | 22 de febrero de 2013    | 1 228 000 (6,4%) |
| 32        | 19        | «Privados de lo público»                                      | 1 de marzo de 2013       | 1 142 000 (6,2%) |
| 33        | 20        | «Austericidio»                                                | 8 de marzo de 2013       | 1 088 000 (6,1%) |
| 34        | 21        | «Beppe Grillo: Una tragicomedia italiana»                     | 15 de marzo de 2013      | 883 000 (4,9%)   |
| 35        | 22        | «Sí se puede»                                                 | 5 de marzo de 2013       | 1 083 000 (6,4%) |
| 36        | 23        | «El año más difícil de la corona»                             | 12 de abril de 2013      | 1 157 000 (7,2%) |
| 37        | 24        | «Caso EREs: Esta ronda está subvencionada»                    | 19 de abril de 2013      | 900 000 (5,6%)   |
| 38        | 25        | «Mamandurrias: ¿En qué se gastan mi dinero?»                  | 26 de abril de 2013      | 1 088 000 (6,6%) |
| 39        | 26        | «¿Por qué nos exprime Alemania?»                              | 3 de mayo de 2013        | 1 129 000 (7,4%) |
| 40        | 27        | «Caciques: Barra libre de poder»                              | 10 de mayo de 2013       | 1 080 000 (6,9%) |
| 41        | 28        | «Aznar: El retorno»                                           | 24 de mayo de 2013       | 1 124 000 (7,6%) |
| 42        | 29        | «España: Trabaja como puedas»                                 | 31 de mayo de 2013       | 922 000 (6,2%)   |
| 43        | 30        | «Ladrillo a toda costa»                                       | 7 de junio de 2013       | 896 000 (6,0%)   |
| 44        | 31        | «Fórmula Wert: ¿Suma, resta o división?»                      | 14 de junio de 2013      | 932 000 (7,2%)   |
| 45        | 32        | «Ley de Dependencia: Del Bienestar al Bienestuvo»             | 21 de junio de 2013      | 906 000 (6,3%)   |
| 46        | 33        | «El año de la austeridad»                                     | 28 de junio de 2013      | 807 000 (6,7%)   |

### Temporada 3 (2013-2014)
| N.º Serie | N.º Temp. | Título original                                        | Fecha de emisión         | Audiencia        |
| --------- | --------- | ------------------------------------------------------ | ------------------------ | ---------------- |
| 47        | 1         | «Expedición Bárcenas: De la cima a la sombra»          | 13 de septiembre de 2013 | 931 000 (6,8%)   |
| 48        | 2         | «Siria: De vuelta al olvido»                           | 20 de septiembre de 2013 | 614 000 (4,0%)   |
| 49        | 3         | «Y al quinto año, ¿resucitamos?»                       | 27 de septiembre de 2013 | 1 042 000 (6,5%) |
| 50        | 4         | «España, un país para comprárselo»                     | 4 de octubre de 2013     | 946 000 (5,9%)   |
| 51        | 5         | «Insumisos del sistema: Yo no trago»                   | 18 de octubre de 2013    | 1 080 000 (6,5%) |
| 52        | 6         | «Lo llaman democracia ¿Y no lo es?»                    | 25 de octubre de 2013    | 844 000 (5,0%)   |
| 53        | 7         | «Crisis de la izquierda: La delgada línea roja»        | 8 de noviembre de 2013   | 1 097 000 (6,4%) |
| 54        | 8         | «Algunos jueces buenos»                                | 15 de noviembre de 2013  | 1 252 000 (7,1%) |
| 55        | 9         | «Subcontratas basura: Barrer para casa»                | 22 de enero de 2013      | 1 215 000 (6,7%) |
| 56        | 10        | «Televisión pública: Carta de ajustes»                 | 29 de noviembre de 2013  | 1 260 000 (7,4%) |
| 57        | 11        | «Nuevas leyes: No es país para protestas»              | 13 de diciembre de 2013  | 1 100 000 (6,2%) |
| 58        | 12        | «Si te dicen que salí»                                 | 20 de diciembre de 2013  | 1 304 000 (7,8%) |
| 59        | 13        | «Como Blesa por su caja»                               | 10 de enero de 2014      | 1 409 000 (7,8%) |
| 60        | 14        | «Aborto de ley»                                        | 17 de enero de 2014      | 1 071 000 (5,8%) |
| 61        | 15        | «Desigualdad: El que parte y reparte»                  | 24 de enero de 2014      | 1 208 000 (6,6%) |
| 62        | 16        | «La ley de la calle: De la marea blanca a Gamonal»     | 31 de enero de 2014      | 1 347 000 (7,5%) |
| 63        | 17        | «Laberinto eléctrico: Apaga y vámonos»                 | 7 de febrero de 2014     | 1 320 000 (7,4%) |
| 64        | 18        | «Nueva derecha: Las gaviotas, ¿dónde irán?»            | 14 de febrero de 2014    | 1 279 000 (7,2%) |
| 65        | 19        | «Vallas, mentiras y cintas de vídeo»                   | 21 de febrero de 2014    | 1 186 000 (6,6%) |
| 66        | 20        | «Ayuntamientos S.A.: De vecinos a clientes»            | 28 de febrero de 2014    | 1 147 000 (6,4%) |
| 67        | 21        | «Corrupción Pokémon: Hazte con todo»                   | 7 de marzo de 2014       | 1 182 000 (6,9%) |
| 68        | 22        | «Esclavos del horario: Trabajar de sol a sol»          | 14 de marzo de 2014      | 1 433 000 (7,9%) |
| 69        | 23        | «Hacienda somos casi todos»                            | 21 de marzo de 2014      | 1 318 000 (7,3%) |
| 70        | 24        | «Adolfo Suárez: El hombre que supo cambiar»            | 23 de marzo de 2014      | 1 207 000 (6,5%) |
| 71        | 25        | «Otros Blesas: Con las manos en la caja»               | 28 de marzo de 2014      | 1 390 000 (7,7%) |
| 72        | 26        | «Ruta por las ciudades desahuciadas»                   | 4 de abril de 2014       | 1 407 000 (8,3%) |
| 73        | 27        | «Incompetencia: Cómo engordan tu factura»              | 11 de abril de 2014      | 1 056 000 (6,7%) |
| 74        | 28        | «La cesta de la compra: Gato por liebre»               | 25 de abril de 2014      | 1 122 000 (6,7%) |
| 75        | 29        | «Veinte años del caso Roldán: No hemos aprendido nada» | 9 de mayo de 2014        | 1 167 000 (7,8%) |
| 76        | 30        | «Europa: Las cenizas de Ángela»                        | 16 de mayo de 2014       | 1 033 000 (6,9%) |
| 77        | 31        | «La rebelión de las togas»                             | 23 de mayo de 2014       | 1 244 000 (7,9%) |
| 78        | 32        | «Del Juncarlismo al Felipismo»                         | 6 de junio de 2014       | 1 125 000 (7,7%) |

### Temporada 4 (2014-2015)
| N.º Serie | N.º Temp. | Título original                              | Fecha de emisión         | Audiencia         |
| --------- | --------- | -------------------------------------------- | ------------------------ | ----------------- |
| 79        | 1         | «Catalonia is not Pujol»                     | 19 de septiembre de 2014 | 1 538 000 (10,3%) |
| 80        | 2         | «Su cambio climático, gracias»               | 26 de septiembre de 2014 | 1 087 000 (7,0%)  |
| 81        | 3         | «Trabajar para ser pobre»                    | 3 de octubre de 2014     | 1 395 000 (9,0%)  |
| 82        | 4         | «Tarjeta en negro, cheque en blanco»         | 10 de octubre de 2014    | 1 767 000 (10,6%) |
| 83        | 5         | «Tarjetas black: Tú compras, yo te compro»   | 17 de octubre de 2014    | 1 606 000 (9,8%)  |
| 84        | 6         | «Este cuento no se ha acabado»               | 24 de octubre de 2014    | 1 355 000 (8,1%)  |
| 85        | 7         | «Corrupción: La semana fantástica»           | 31 de octubre de 2014    | 1 582 000 (10,3%) |
| 86        | 8         | «Podemos: Asalto a la Moncloa»               | 7 de noviembre de 2014   | 2 455 000 (13,8%) |
| 87        | 9         | «I+D: Indignación más destierro»             | 14 de noviembre de 2014  | 1 432 000 (8,3%)  |
| 88        | 10        | «Fuerzas armadas: Rompan filas»              | 21 de noviembre de 2014  | 1 354 000 (7,8%)  |
| 89        | 11        | «Pederastia: Los demonios de la Iglesia»     | 28 de noviembre de 2014  | 1 379 000 (7,9%)  |
| 90        | 12        | «La gran evasión... fiscal»                  | 5 de diciembre de 2014   | 1 462 000 (8,6%)  |
| 91        | 13        | «Pueblo bravo»                               | 12 de diciembre de 2014  | 1 204 000 (6,8%)  |
| 92        | 14        | «Corrupción: Manual de instrucciones»        | 19 de diciembre de 2014  | 1 555 000 (9,2%)  |
| 93        | 15        | «Todos a la cárcel»                          | 9 de enero de 2015       | 1 485 000 (8,0%)  |
| 94        | 16        | «Sonia Castedo y el constructor insaciable»  | 16 de enero de 2015      | 1 431 000 (7,7%)  |
| 95        | 17        | «El espejo griego»                           | 23 de enero de 2015      | 1 446 000 (7,7%)  |
| 96        | 18        | «Vendedores de humo»                         | 30 de enero de 2015      | 1 628 000 (8,7%)  |
| 97        | 19        | «La fábrica cerró»                           | 6 de febrero de 2015     | 1 565 000 (8,1%)  |
| 98        | 20        | «Falciani desencadenado»                     | 13 de febrero de 2015    | 1 475 000 (8,1%)  |
| 99        | 21        | «Tarjetas black: Ahora cuéntaselo al juez»   | 20 de febrero de 2015    | 1 485 000 (8,1%)  |
| 100       | 22        | «¿Cómo es España tras cien columnas?»        | 27 de febrero de 2015    | 1 470 000 (8,2%)  |
| 101       | 23        | «Petróleo barato: Nuestro gozo en un pozo»   | 6 de marzo de 2015       | 1 211 000 (6,9%)  |
| 102       | 24        | «La movida madrileña»                        | 13 de marzo de 2015      | 1 316 000 (7,4%)  |
| 103       | 25        | «Yo denuncié»                                | 20 de marzo de 2015      | 1 662 000 (9,1%)  |
| 104       | 26        | «Banca de Andorra: La tentación vive arriba» | 27 de marzo de 2015      | 1 013 000 (5,7%)  |
| 105       | 27        | «Ciudadanos: ¿Y tú de quién eres?»           | 10 de abril de 2015      | 1 312 000 (7,9%)  |
| 106       | 28        | «Rodrigo Rato: El hombre que pudo reinar»    | 17 de abril de 2015      | 1 392 000 (8,5%)  |
| 107       | 29        | «Candidato imputado: Juzguen ustedes»        | 24 de abril de 2015      | 1 131 000 (6,8%)  |
| 108       | 30        | «Promesa electoral: Vaya papeleta»           | 8 de mayo de 2015        | 1 240 000 (8,5%)  |
| 109       | 31        | «2015M: ¿Ya nos representan?»                | 15 de mayo de 2015       | 1 023 000 (7,1%)  |
| 110       | 32        | «24M: ¿Quién manda aquí?»                    | 22 de mayo de 2015       | 1 212 000 (8,2%)  |
| 111       | 33        | «Pactos: Sin ti no soy nada»                 | 29 de mayo de 2015       | 1 495 000 (10,1%) |
| 112       | 34        | «Ya están aquí»                              | 5 de junio de 2015       | 1 282 000 (9,5%)  |
| 113       | 35        | «La España desigual»                         | 12 de junio de 2015      | 1 179 000 (8,4%)  |
| 114       | 36        | «Excelentísimo alcalde novato»               | 19 de junio de 2015      | 1 223 000 (9,6%)  |
| 115       | 37        | «Vuelve el ladrillo: ¿Vuelve la burbuja?»    | 26 de junio de 2015      | 935 000 (7,9%)    |

### Temporada 5 (2015-2016)
| N.º Serie | N.º Temp. | Título original                                        | Fecha de emisión         | Audiencia        | Edad |
| --------- | --------- | ------------------------------------------------------ | ------------------------ | ---------------- | ---- |
| 116       | 1         | «Refugiados: Reservado el derecho de admisión»         | 11 de septiembre de 2015 | 802 000 (5,9%)   |      |
| 117       | 2         | «100 días en la alcaldía»                              | 18 de septiembre de 2015 | 1 050 000 (6,9%) |      |
| 118       | 3         | «40 años después: La última bala de Franco»            | 25 de septiembre de 2015 | 1 352 000 (8,8%) |      |
| 119       | 4         | «Cataluña: Separados por el sí»                        | 2 de octubre de 2015     | 1 193 000 (7,6%) |      |
| 120       | 5         | «Volkswagen: Emisión imposible»                        | 9 de octubre de 2015     | 766 000 (4,7%)   |      |
| 121       | 6         | «10 años de Malaya: Corrupción y tal y tal»            | 16 de octubre de 2015    | 1 516 000 (9,3%) |      |
| 122       | 7         | «Pensiones: Vives demasiado»                           | 23 de octubre de 2015    | 1 426 000 (8,7%) |      |
| 123       | 8         | «El club del 3 por ciento»                             | 30 de octubre de 2015    | 1 343 000 (8,2%) |      |
| 124       | 9         | «Adiós diputados: Ya nada será igual»                  | 6 de noviembre de 2015   | 1 312 000 (7,7%) |      |
| 125       | 10        | «Lista electoral: Estoy, luego existo»                 | 13 de noviembre de 2015  | 960 000 (5,5%)   |      |
| 126       | 11        | «20-N: 40 años enterrando a Franco»                    | 20 de noviembre de 2015  | 1 528 000 (8,7%) |      |
| 127       | 12        | «Daesh y la factoría del miedo»                        | 27 de noviembre de 2015  | 1 394 000 (8,3%) |      |
| 128       | 13        | «Campaña sobre campaña»                                | 4 de diciembre de 2015   | 1 058 000 (6,3%) |      |
| 129       | 14        | «¿Problemas de elección?: Este es tu programa»         | 11 de diciembre de 2015  | 1 330 000 (7,6%) |      |
| 130       | 15        | «20D: La última noche del bipartidismo»                | 18 de diciembre de 2015  | 1 280 000 (7,7%) |      |
| 131       | 16        | «Moncloa: ¿Quién vive ahí?»                            | 8 de enero de 2016       | 1 404 000 (7,9%) |      |
| 132       | 17        | «Un extraño en el escaño»                              | 15 de enero de 2016      | 1 484 000 (8,4%) |      |
| 133       | 18        | «Yo no me callé»                                       | 22 de enero de 2016      | 1 547 000 (8,9%) |      |
| 134       | 19        | «Los yonquis del dinero»                               | 29 de enero de 2016      | 1 675 000 (9,6%) |      |
| 135       | 20        | «Cajajistán»                                           | 5 de febrero de 2016     | 1 549 000 (8,9%) |      |
| 136       | 21        | «Colau: El cuento de Ada»                              | 12 de febrero de 2016    | 1 305 000 (7,2%) |      |
| 137       | 22        | «Aguirre y la Púnica: Ahora caigo»                     | 19 de febrero de 2016    | 1 479 000 (8,3%) |      |
| 138       | 23        | «Austeridad: 2000 días después»                        | 26 de febrero de 2016    | 1 508 000 (8,3%) |      |
| 139       | 24        | «Eres machista (y no lo sabes)»                        | 4 de marzo de 2016       | 1 340 000 (7,7%) |      |
| 140       | 25        | «Sindicatos: ¿Dónde esta nuestro error?»               | 11 de marzo de 2016      | 1 176 000 (6,8%) |      |
| 141       | 26        | «Seré tu alcalde bandido»                              | 18 de marzo de 2016      | 1 613 000 (9,9%) |      |
| 142       | 27        | «Isidoro, Felipe y González»                           | 1 de abril de 2016       | 1 209 000 (7,6%) |      |
| 143       | 28        | «Panamá: Sin tretas no hay paraíso»                    | 8 de abril de 2016       | 1 411 000 (8,6%) |      |
| 144       | 29        | «Aznar: 20 años trabajando en ello»                    | 15 de abril de 2016      | 1 460 000 (8,9%) |      |
| 145       | 30        | «Mario Conde: Pero, ¿Por qué te quisimos?»             | 22 de abril de 2016      | 1 290 000 (8,2%) |      |
| 146       | 31        | «Corruptores: Los hombres que pagaban a los políticos» | 29 de abril de 2016      | 1 275 000 (8,3%) |      |
| 147       | 32        | «Reelecciones: ¿Y ahora qué nos venden?»               | 6 de mayo de 2016        | 1 082 000 (6,3%) |      |
| 148       | 33        | «Ley mordaza: ¿Por qué no te callas?»                  | 13 de mayo de 2016       | 1 386 000 (8,9%) |      |
| 149       | 34        | «Alcalde imputado: Dimisión imposible»                 | 20 de mayo de 2016       | 1 146 000 (8,3%) |      |
| 150       | 35        | «Política en la basura»                                | 27 de mayo de 2016       | 1 171 000 (8,5%) |      |
| 151       | 36        | «Enterrados con su verdugo»                            | 3 de junio de 2016       | 1 377 000 (9,6%) |      |
| 152       | 37        | «Donald Trump: y tal y tal»                            | 10 de junio de 2016      | 894 000 (6,5%)   |      |
| 153       | 38        | «El efecto re-vote»                                    | 24 de junio de 2016      | 1 018 000 (8,0%) |      |
| 154       | 39        | «Moncloa: ¿Quién cede esta vez?»                       | 1 de julio de 2016       | 764 000 (6,2%)   |      |

### Temporada 6 (2016-2017)
| N.º Serie | N.º Temp. | Título original                                      | Fecha de emisión         | Audiencia        |
| --------- | --------- | ---------------------------------------------------- | ------------------------ | ---------------- |
| 155       | 1         | «Indultos: La trampilla de la ley»                   | 9 de septiembre de 2016  | 865 000 (7,1%)   |
| 156       | 2         | «Rita, hay una causa para ti»                        | 16 de septiembre de 2016 | 1 164 000 (8,3%) |
| 157       | 3         | «Hipotecados: Pero, ¿que hemos firmado?»             | 23 de septiembre de 2016 | 886 000 (6,0%)   |
| 158       | 4         | «Juicio black: Ahora toca pagar»                     | 30 de septiembre de 2016 | 1 321 000 (8,8%) |
| 159       | 5         | «PSOE: El coloso en llamas»                          | 7 de octubre de 2016     | 1 360 000 (8,8%) |
| 160       | 6         | «Juicio Gürtel: Aquellos maravillosos amaños»        | 14 de octubre de 2016    | 1 479 000 (9,0%) |
| 161       | 7         | «PSOE: Entre lo malo y lo peor»                      | 21 de octubre de 2016    | 1 390 000 (8,4%) |
| 162       | 8         | «Diputados S.A.: Los otros trabajos de sus señorías» | 28 de octubre de 2016    | 1 153 000 (7,2%) |
| 163       | 9         | «Rajoy: El cambio era esto»                          | 4 de noviembre de 2016   | 1 106 000 (6,5%) |
| 164       | 10        | «Yes, we Trump»                                      | 11 de noviembre de 2016  | 1 309 000 (8,0%) |
| 165       | 11        | «Noviembre de 1976: La segunda muerte de Franco»     | 18 de noviembre de 2016  | 1 319 000 (7,9%) |
| 166       | 12        | «Amnistía fiscal: Al final, ¿cuánto han pagado?»     | 25 de noviembre de 2016  | 1 225 000 (7,1%) |
| 167       | 13        | «Los nuevos amos del mundo»                          | 2 de diciembre de 2016   | 1 408 000 (8,4%) |
| 168       | 14        | «Horarios: Esto no es vida»                          | 16 de diciembre de 2016  | 1 295 000 (7,6%) |
| 169       | 15        | «Quince años sin mili»                               | 23 de diciembre de 2016  | 1 377 000 (8,6%) |
| 170       | 16        | «Atocha, 1977: Los mártires de la democracia»        | 13 de enero de 2017      | 1 532 000 (8,7%) |
| 171       | 17        | «¿Por qué callas, Luis?»                             | 20 de enero de 2017      | 1 031 000 (5,7%) |
| 172       | 18        | «Yak-42: En honor a la verdad»                       | 27 de enero de 2017      | 1 137 000 (6,4%) |
| 173       | 19        | «Cochecracia: Así no vamos a ningún lado»            | 3 de febrero de 2017     | 1 249 000 (7,1%) |
| 174       | 20        | «Entérate de que pasa en 'Podemos'»                  | 10 de febrero de 2017    | 1 158 000 (6,8%) |
| 175       | 21        | «Viaje a la casa de los 'Trumplovers'»               | 17 de febrero de 2017    | 1 469 000 (8,7%) |
| 176       | 22        | «¿Qué harás cuando un robot haga tu curro?»          | 24 de febrero de 2017    | 1 113 000 (6,6%) |
| 177       | 23        | «15 años sin la peseta: Cara y cruz del euro»        | 3 de marzo de 2017       | 1 124 000 (6,4%) |
| 178       | 24        | «2045: La muerte de la muerte»                       | 10 de marzo de 2017      | 1 079 000 (6,5%) |
| 179       | 25        | «Espiados»                                           | 17 de marzo de 2017      | 1 118 000 (7,0%) |
| 180       | 26        | «Tuiteros: Chiste para sentencia»                    | 31 de marzo de 2017      | 1 194 000 (7,5%) |
| 181       | 27        | «Partido comunista: La crisis de los 40»             | 7 de abril de 2017       | 1 082 000 (7,1%) |
| 182       | 28        | «1992: Cuando nos creíamos los mejores»              | 21 de abril de 2017      | 1 309 000 (8,4%) |
| 183       | 29        | «Gernika: Ensayo de Hitler, mentira de Franco»       | 28 de abril de 2017      | 1 299 000 (8,3%) |
| 184       | 30        | «Posverdad: De la mermelada a Trump»                 | 5 de mayo de 2017        | 1 264 000 (8,0%) |
| 185       | 31        | «Franco: A tumba abierta»                            | 12 de mayo de 2017       | 1 233 000 (8,0%) |
| 186       | 32        | «Sol: El impuesto que más calienta»                  | 19 de mayo de 2017       | 1 242 000 (8,4%) |
| 187       | 33        | «Pedro al volante: Recalculando ruta»                | 26 de mayo de 2017       | 1 251 000 (9,0%) |
| 188       | 34        | «Ratus operandi»                                     | 2 de junio de 2017       | 1 207 000 (8,7%) |
| 189       | 35        | «Turismo: De las suecas al balconing»                | 9 de junio de 2017       | 1 068 000 (8,6%) |
| 190       | 36        | «Junio del 77: Franquista el que no vote»            | 16 de junio de 2017      | 957 000 (8,0%)   |
| 191       | 37        | «Homófobos: Los vuestro sí tiene cura»               | 23 de junio de 2017      | 675 000 (6,6%)   |
| 192       | 38        | «Miguel Ángel Blanco: Esto pasaba con ETA»           | 30 de junio de 2017      | 1 251 000 (8,8%) |

### Temporada 7 (2017-2018)
| N.º Serie | N.º Temp. | Título original                                       | Fecha de emisión         | Audiencia         | Edad |
| --------- | --------- | ----------------------------------------------------- | ------------------------ | ----------------- | ---- |
| 193       | 1         | «17-A: El origen del mal»                             | 8 de septiembre de 2017  | 935 000 (7,6%)    |      |
| 194       | 2         | «Rebelión en el consumo: Lo que las 'APPS' esconden»  | 15 de septiembre de 2017 | 918 000 (6,4%)    |      |
| 195       | 3         | «Lo que el referéndum ya se llevó»                    | 22 de septiembre de 2017 | 1 558 000 (10,6%) |      |
| 196       | 4         | «Catalunya: Sí o sí, tenemos que hablar»              | 29 de septiembre de 2017 | 1 509 000 (10,1%) |      |
| 197       | 5         | «Cataluña, conexión perdida»                          | 6 de octubre de 2017     | 1 240 000 (7,9%)  |      |
| 198       | 6         | «A las puertas del 155»                               | 13 de octubre de 2017    | 1 636 000 (11,2%) |      |
| 199       | 7         | «El precio de la independencia»                       | 20 de octubre de 2017    | 1 546 000 (9,9%)  |      |
| 200       | 8         | «El viaje a ninguna parte»                            | 3 de noviembre de 2017   | 1 441 000 (8,8%)  |      |
| 201       | 9         | «Paradise papers: Los gusanos de la manzana»          | 10 de noviembre de 2017  | 1 409 000 (8,8%)  |      |
| 202       | 10        | «Amnistía del 77: La España de los presos políticos»  | 17 de noviembre de 2017  | 1 332 000 (8,2%)  |      |
| 203       | 11        | «La liga de los pueblos extraordinarios»              | 24 de noviembre de 2017  | 1 209 000 (7,6%)  |      |
| 204       | 12        | «10 años después: Esta crisis sí la pagamos»          | 1 de diciembre de 2017   | 1 113 000 (6,8%)  |      |
| 205       | 13        | «21-D: Recuento de Navidad»                           | 15 de diciembre de 2017  | 1 109 000 (6,9%)  |      |
| 206       | 14        | «Fórum: Un juicio y 270.000 víctimas»                 | 12 de enero de 2018      | 1 429 000 (7,9%)  |      |
| 207       | 15        | «La herencia de los Franco: Una, grande y suya»       | 19 de enero de 2018      | 1 629 000 (9,4%)  |      |
| 208       | 16        | «Esclavos de lo viral: Por un puñado de clics»        | 26 de enero de 2018      | 1 246 000 (7,2%)  |      |
| 209       | 17        | «Ruta por la España que se seca»                      | 2 de febrero de 2018     | 1 522 000 (8,5%)  |      |
| 210       | 18        | «Prisión permanente: ¿Celda de por vida?»             | 9 de febrero de 2018     | 1 319 000 (7,4%)  |      |
| 211       | 19        | «Cunetas pendientes»                                  | 16 de febrero de 2018    | 1 186 000 (6,8%)  |      |
| 212       | 20        | «Sucesiones: ¿Un impuesto de muerte?»                 | 23 de febrero de 2018    | 1 503 000 (8,6%)  |      |
| 213       | 21        | «Pensiones: Los mayores no se arrugan»                | 2 de marzo de 2018       | 1 281 000 (7,1%)  |      |
| 214       | 22        | «Feminismo: Este programa es para hombre»             | 9 de marzo de 2018       | 1 213 000 (7,1%)  |      |
| 215       | 23        | «Corrupción: Esa cosa de la que usted ya no habla»    | 16 de marzo de 2018      | 1 349 000 (8,1%)  |      |
| 216       | 24        | «La Galicia de 'Fariña'»                              | 6 de abril de 2018       | 1 448 000 (8,8%)  |      |
| 217       | 25        | «Cifuentes: ¿Jaque Máster?»                           | 13 de abril de 2018      | 1 627 000 (10,0%) |      |
| 218       | 26        | «Villamucho y Villapoco: Ruta por la España desigual» | 20 de abril de 2018      | 1 318 000 (8,3%)  |      |
| 219       | 27        | «Historias de ETA en su entierro»                     | 27 de abril de 2018      | 1 287 000 (8,3%)  |      |
| 220       | 28        | «Alquiler por las nubes: ¿A quién renta?»             | 4 de mayo de 2018        | 1 357 000 (8,4%)  |      |
| 221       | 29        | «Mayo del '68: Los hijos de la revolución»            | 11 de mayo de 2018       | 1 144 000 (7,5%)  |      |
| 222       | 30        | «De El Ejido a Lavapiés: historia de los nadie»       | 18 de mayo de 2018       | 1 052 000 (6,6%)  |      |
| 223       | 31        | «Otros Gernikas: Los muertos que nadie pintó»         | 25 de mayo de 2018       | 1 536 000 (10,1%) |      |
| 224       | 32        | «La sentencia de Rajoy»                               | 1 de junio de 2018       | 1 657 000 (11,0%) |      |
| 225       | 33        | «El posmarianismo va a llegar»                        | 8 de junio de 2018       | 1 367 000 (9,1%)  |      |
| 226       | 34        | «España, un juego de patriotas»                       | 22 de junio de 2018      | 1 046 000 (8,3%)  |      |

### Temporada 8 (2018-2019)
| N.º Serie | N.º Temp. | Título original                                                          | Fecha de emisión         | Audiencia        |
| --------- | --------- | ------------------------------------------------------------------------ | ------------------------ | ---------------- |
| 227       | 1         | «Inmatriculaciones: Lectura de las escrituras según la Iglesia»          | 14 de septiembre de 2018 | 1 193 000 (8,9%) |
| 228       | 2         | «Pablo Casado, afeitando al PP»                                          | 21 de septiembre de 2018 | 795 000 (5,8%)   |
| 229       | 3         | «Venta de armas: La lucha de las tensiones»                              | 28 de septiembre de 2018 | 861 000 (6,0%)   |
| 230       | 4         | «Pueblexit: Ruta por la España en extinción»                             | 5 de octubre de 2018     | 1 069 000 (7,3%) |
| 231       | 5         | «Españoles en el Segunda Guerra Mundial (I): Los combatientes olvidados» | 19 de octubre de 2018    | 1 286 000 (8,0%) |
| 232       | 6         | «Españoles en el Segunda Guerra Mundial (II): Mauthausen»                | 26 de octubre de 2018    | 1 262 000 (7,9%) |
| 233       | 7         | «Factura eléctrica: El lado oscuro de la luz»                            | 2 de noviembre de 2018   | 1 177 000 (7,5%) |
| 234       | 8         | «Hipotecas: El escándalo Supremo»                                        | 9 de noviembre de 2018   | 1 194 000 (7,5%) |
| 235       | 9         | «Los otros 23F: La Transición que no te han contado»                     | 16 de noviembre de 2018  | 1 427 000 (8,6%) |
| 236       | 10        | «España, más michelines que estrellas»                                   | 23 de noviembre de 2018  | 1 297 000 (8,2%) |
| 237       | 11        | «Informe implantes: Desprotegidos hasta los huesos»                      | 30 de noviembre de 2018  | 900 000 (5,7%)   |
| 238       | 12        | «Autonomías: La crisis de los 40»                                        | 7 de diciembre de 2018   | 1 167 000 (7,7%) |
| 239       | 13        | «Coches: Ya no nos gusta la gasolina»                                    | 14 de diciembre de 2018  | 1 233 000 (7,6%) |
| 240       | 14        | «Yonquis de las pantallas: Levanta la cabeza»                            | 21 de diciembre de 2018  | 1 152 000 (7,4%) |
| 241       | 15        | «Barriocracia: La fuerza de la calle»                                    | 11 de enero de 2019      | 1 219 000 (7,1%) |
| 242       | 16        | «Trenes: Ruta por la España en vía muerta»                               | 18 de enero de 2019      | 1 470 000 (8,6%) |
| 243       | 17        | «La izquierda: ¿Desunidos podemos?»                                      | 25 de enero de 2019      | 1 147 000 (7,5%) |
| 244       | 18        | «Basura en España: Un problema al cubo»                                  | 1 de febrero de 2019     | 1 331 000 (7,7%) |
| 245       | 19        | «500 muertos: La Transición tenía un precio»                             | 8 de febrero de 2019     | 1 100 000 (6,6%) |
| 246       | 20        | «Vox: Adelantando por la derecha»                                        | 15 de febrero de 2019    | 1 564 000 (9,3%) |
| 247       | 21        | «Elecciones 28-A: Ganar no es suficiente»                                | 22 de febrero de 2019    | 1 100 000 (6,8%) |
| 248       | 22        | «Juicio al procés, no digas que fue un sueño»                            | 1 de marzo de 2019       | 1 191 000 (7,5%) |
| 249       | 23        | «Señores al borde de un ataque de nervios»                               | 8 de marzo de 2019       | 1 121 000 (7,2%) |
| 250       | 24        | «Viejennials: la nueva tribu»                                            | 15 de marzo de 2019      | 1 170 000 (7,4%) |
| 251       | 25        | «Cleptofranquismo: Los saqueos del régimen»                              | 22 de marzo de 2019      | 1 518 000 (9,5%) |
| 252       | 26        | «Carbón: La otra España abandonada»                                      | 29 de marzo de 2019      | 1 224 000 (7,6%) |
| 253       | 27        | «Brexit: Should I stay or should I go»                                   | 5 de abril de 2019       | 1 229 000 (7,6%) |
| 254       | 28        | «Eutanasia: Hágase mi voluntad»                                          | 12 de abril de 2019      | 1 060 000 (7,3%) |
| 255       | 29        | «28A: Una batalla en cada urna»                                          | 26 de abril de 2019      | 1 242 000 (8,5%) |
| 256       | 30        | «Tras el paso del hemiciclón»                                            | 3 de mayo de 2019        | 1 444 000 (9,7%) |
| 257       | 31        | «Cambio climático: El drama de tus hijos»                                | 10 de mayo de 2019       | 1 010 000 (6,9%) |
| 258       | 32        | «Corté, Pizarro, Colón y otros chicos del perdón»                        | 17 de mayo de 2019       | 1 133 000 (7,8%) |
| 259       | 33        | «26M: Tres batallas en un día»                                           | 24 de mayo de 2019       | 1 062 000 (7,4%) |
| 260       | 34        | «Pactolandía»                                                            | 31 de mayo de 2019       | 817 000 (6,4%)   |
| 261       | 35        | «China: Un gigante viene a verme»                                        | 14 de junio de 2019      | 1 153 000 (8,8%) |
| 262       | 36        | «Pesadilla en tu playa: Ruta por la costa del ladrillo»                  | 21 de junio de 2019      | 961 000 (7,9%)   |
| 263       | 37        | «1969-2019: De príncipe de Franco a rey de España»                       | 28 de junio de 2019      | 902 000 (8,1%)   |

### Temporada 9 (2019-2020)
| N.º Serie | N.º Temp. | Título original                                              | Fecha de emisión         | Audiencia        | Edad |
| --------- | --------- | ------------------------------------------------------------ | ------------------------ | ---------------- | ---- |
| 264       | 1         | «Tenemos que hablar de sexo»                                 | 13 de septiembre de 2019 | 771 000 (5,6%)   |      |
| 265       | 2         | «Elecciones Generales: Da igual cuando leas esto»            | 20 de septiembre de 2019 | 859 000 (6,4%)   |      |
| 266       | 3         | «Unboxing Franco: Por qué hay que sacarlo»                   | 27 de septiembre de 2019 | 1 078 000 (8,2%) |      |
| 267       | 4         | «Jornada laboral: ¿Por qué 8 horas?»                         | 4 de octubre de 2019     | 1 046 000 (7,8%) |      |
| 268       | 5         | «Agua en España: Ruta por las goteras del sistema»           | 11 de octubre de 2019    | 1 033 000 (7,6%) |      |
| 269       | 6         | «Cataluña: La sentencia no es el final»                      | 18 de octubre de 2019    | 616 000 (11,5%)  |      |
| 270       | 7         | «España exhuma»                                              | 25 de octubre de 2019    | 1 336 000 (9,1%) |      |
| 271       | 8         | «10N: No te bloquees, vota»                                  | 8 de noviembre de 2019   | 1 294 000 (8,4%) |      |
| 272       | 9         | «Sánchez e Iglesias, contra el Dr. No»                       | 15 de noviembre de 2019  | 1 277 000 (8,0%) |      |
| 273       | 10        | «Guerra fría: Cuando España pudo saltar en pedazos»          | 22 de noviembre de 2019  | 1 126 000 (7,0%) |      |
| 274       | 11        | «Caso ERE: La vergüenza del PSOE»                            | 29 de noviembre de 2019  | 1 072 000 (7,3%) |      |
| 275       | 12        | «Emergencia climática: Apocalypse now»                       | 13 de diciembre de 2019  | 1 028 000 (6,8%) |      |
| 276       | 13        | «Cuento de Navidad: Esta noche, 'gentebuena'»                | 20 de diciembre de 2019  | 964 000 (6,2%)   |      |
| 277       | 14        | «Así será el apocalipsis rojo»                               | 10 de enero de 2020      | 1 180 000 (7,3%) |      |
| 278       | 15        | «Nuevo gobierno: Dolor y gloria»                             | 17 de enero de 2020      | 1 031 000 (6,4%) |      |
| 279       | 16        | «PIN parental: La mala educación»                            | 24 de enero de 2020      | 992 000 (6,1%)   |      |
| 280       | 17        | «Brexit: Dios salve a Europa»                                | 31 de enero de 2020      | 1 036 000 (6,9%) |      |
| 281       | 18        | «40 años de 'La Moviada': La cara B»                         | 7 de febrero de 2020     | 1 039 000 (6,9%) |      |
| 282       | 19        | «Réquiem por un campesino español»                           | 14 de febrero de 2020    | 1 147 000 (7,7%) |      |
| 283       | 20        | «Fondos buitre: Una especie en peligro de extinción»         | 21 de febrero de 2020    | 1 044 000 (6,9%) |      |
| 284       | 21        | «Putin: El oso sale de la cueva»                             | 28 de febrero de 2020    | 1 024 000 (6,7%) |      |
| 285       | 22        | «Viva Franco: ¿Por qué no decirlo?»                          | 6 de marzo de 2020       | 1 066 000 (6,9%) |      |
| 286       | 23        | «Coronavirus: Está en tu mano»                               | 13 de marzo de 2020      | 1 779 000 (9,4%) |      |
| 287       | 24        | «20 días después, tu cara me suena»                          | 3 de abril de 2020       | 1 300 000 (6,7%) |      |
| 288       | 25        | «Coronashock: Lo que viene después de la pandemia»           | 17 de abril de 2020      | 1 586 000 (8,2%) |      |
| 289       | 26        | «Coronavirus: La normalidad como nunca antes las has visto»  | 24 de abril de 2020      | 1 473 000 (8,0%) |      |
| 290       | 27        | «Coronavirus: ¿Por qué no lo vimos venir?»                   | 8 de mayo de 2020        | 1 497 000 (8,6%) |      |
| 291       | 28        | «Coronavirus: La economía, en la UCI»                        | 15 de mayo de 2020       | 1 193 000 (6,9%) |      |
| 292       | 29        | «El virus y la España vaciada: Ponerle mascarillas al campo» | 22 de mayo de 2020       | 1 099 000 (7,3%) |      |
| 293       | 30        | «Verano 2020: Encuentros en la siguiente fase»               | 29 de mayo de 2020       | 898 000 (6,5%)   |      |
| 294       | 31        | «EE. UU.: El rebrote de la ira»                              | 5 de junio de 2020       | 1 096 000 (7,8%) |      |
| 295       | 33        | «Ingreso mínimo vital: Es lo mínimo»                         | 12 de junio de 2020      | 955 000 (6,5%)   |      |
| 296       | 34        | «Generación coronavirus: Da igual la edad que tengas»        | 19 de junio de 2020      | 676 000 (5,1%)   |      |
| 297       | 35        | «Residencias: Old lives matter»                              | 26 de junio de 2020      | 696 000 (5,8%)   |      |

### Temporada 10 (2020-2021)
| N.º Serie | N.º Temp. | Título original                                            | Fecha de emisión         | Audiencia        | Edad |
| --------- | --------- | ---------------------------------------------------------- | ------------------------ | ---------------- | ---- |
| 298       | 1         | «Jaque el Rey»                                             | 11 de septiembre de 2020 | 878 000 (6,7%)   |      |
| 299       | 2         | «Okupas: Hablemos con propiedad»                           | 18 de septiembre de 2020 | 979 000 (6,6%)   |      |
| 300       | 3         | «Coronavirus: La ola de la verdad»                         | 25 de septiembre de 2020 | 997 000 (6,7%)   |      |
| 301       | 4         | «Voces de la posguerra: Así nos aterrorizó Franco»         | 2 de octubre de 2020     | 1 073 000 (6,7%) |      |
| 303       | 5         | «La vacuna: ¿Todolocura?»                                  | 16 de octubre de 2020    | 1 083 000 (6,8%) |      |
| 304       | 6         | «80 años de Hendaya: El sueño de una España nazi»          | 23 de octubre de 2020    | 1 200 000 (7,6%) |      |
| 305       | 7         | «Elecciones en EE. UU.: ¿Y si gana Trump?»                 | 30 de octubre de 2020    | 1 110 000 (6,7%) |      |
| 306       | 8         | «Políticos y jueces: ¿Piezas separadas?»                   | 6 de noviembre de 2020   | 1 065 000 (6,2%) |      |
| 307       | 9         | «Madrid is not Spain»                                      | 13 de noviembre de 2020  | 1 206 000 (6,8%) |      |
| 308       | 10        | «Matar a Franco: El hombre que lo intentó tres veces»      | 20 de noviembre de 2020  | 1 233 000 (7,1%) |      |
| 309       | 11        | «Tecnopolio: Estas en sus dominios»                        | 27 de noviembre de 2020  | 1 143 000 (6,5%) |      |
| 310       | 12        | «1980: ETA mataba cada tres días. ¿Te acuerdas?»           | 11 de diciembre de 2020  | 1 314 000 (7,7%) |      |
| 311       | 13        | «Más polarizados que nunca: Así te enfrentan»              | 18 de diciembre de 2020  | 1 114 000 (6,6%) |      |
| 312       | 14        | «EE. UU.: Quieto todo el mundo»                            | 8 de enero de 2021       | 1 441 000 (7,7%) |      |
| 313       | 15        | «Ciencia en España: una inversión microscópica»            | 15 de enero de 2021      | 1 178 000 (6,5%) |      |
| 314       | 16        | «Lenguas de España: Eres rico y no lo sabes»               | 22 de enero de 2021      | 1 279 000 (7,0%) |      |
| 315       | 17        | «Factura de la luz: Cuando se cruzan los cables»           | 29 de enero de 2021      | 1 187 000 (6,6%) |      |
| 316       | 18        | «De España a Andorra: Tráfico de influencers»              | 5 de febrero de 2021     | 1 396 000 (7,8%) | —    |
| 317       | 19        | «Guerra de las vacunas: ¿Por qué no la robamos?»           | 12 de febrero de 2021    | 1 097 000 (6,5%) | —    |
| 318       | 20        | «El PP en cajas: Reforma y mudanza»                        | 19 de febrero de 2021    | 1 320 000 (7,6%) |      |
| 319       | 21        | «23F y el Estado de los secretos»                          | 26 de febrero de 2021    | 1 377 000 (8,0%) |      |
| 320       | 22        | «Tu basura ya no cabe: Ruta por los vertederos de España»  | 5 de marzo de 2021       | 1 224 000 (7,1%) |      |
| 321       | 23        | «El Ayusazo»                                               | 12 de marzo de 2021      | 1 286 000 (7,6%) |      |
| 322       | 24        | «Iglesias: Vacuna anti-Ayuso con efectos secundarios»      | 19 de marzo de 2021      | 1 186 000 (6,9%) |      |
| 323       | 25        | «Inmatriculaciones: el misterio de la santísima propiedad» | 26 de marzo de 2021      | ]</ref>          |      |
| 324       | 26        | «República, 1931: La España que nunca estudiaste (I)»      | 9 de abril de 2021       | 1 420 000 (8,8%) |      |
| 325       | 27        | «República, 1931: La España que nunca estudiaste (II)»     | 16 de abril de 2021      | 1 401 000 (8,9%) |      |
| 326       | 28        | «Fondos europeos: Así va a ser tu vida»                    | 23 de abril de 2021      | 1 011 000 (6,5%) |      |
| 327       | 29        | «Elecciones en Madrid: Pongamos que hablo de España»       | 30 de abril de 2021      | 1 092 000 (7,1%) |      |
| 328       | 30        | «Colza, 1981: Historia del veneno que aterrorizó a España» | 7 de mayo de 2021        | 1 240 000 (8,4%) |      |
| 329       | 31        | «Provincias en lucha: Ruta por las tierras de la ira»      | 14 de mayo de 2021       | 1 020 000 (7,3%) |      |
| 330       | 32        | «Aristrocracia: ¿A qué se dedica vuestra merced?»          | 21 de mayo de 2021       | 1 048 000 (7,8%) |      |
| 331       | 33        | «Salud mental: España, háztelo mirar»                      | 28 de mayo de 2021       | 798 000 (6,3%)   |      |
| 332       | 34        | «Se acaba el petróleo: Lo tenemos crudo»                   | 11 de junio de 2021      | 791 000 (6,0%)   |      |
| 333       | 35        | «40 años del divorcio: Y lo que nos costó»                 | 18 de junio de 2021      | 729 000 (5,9%)   |      |
| 334       | 36        | «25 de junio, hace 30 años: Recuerda Yugoslavia»           | 25 de junio de 2021      | 804 000 (7,2%)   |      |

### Temporada 11 (2021-2022)
| N.º Serie | N.º Temp. | Título original                                                 | Fecha de emisión         | Audiencia        | Edad |
| --------- | --------- | --------------------------------------------------------------- | ------------------------ | ---------------- | ---- |
| 334       | 1         | «De aquel 11S estos lodos»                                      | 10 de septiembre de 2021 | 703 000 (6,1%)   |      |
| 335       | 2         | «Campos de concentración de Franco: Los últimos supervivientes» | 17 de septiembre de 2021 | 807 000 (6,7%)   |      |
| 336       | 3         | «España carnívora: Un debate poco hecho»                        | 24 de septiembre de 2021 | 817 000 (6,4%)   |      |
| 337       | 4         | «Núremberg: Poco juicio para tanto nazi»                        | 1 de octubre de 2021     | 771 000 (6,1%)   |      |
| 338       | 5         | «Pandora Papers: Estos son los antisistema»                     | 8 de octubre de 2021     | 815 000 (6,6%)   |      |
| 339       | 6         | «Hablar con ETA: Siente un monstruo a su mesa (I)»              | 15 de octubre de 2021    | 881 000 (6,6%)   |      |
| 340       | 7         | «Hablar con ETA: Siente un monstruo a su mesa (II)»             | 22 de octubre de 2021    | 702 000 (5,1%)   |      |
| 341       | 8         | «Colza, 1981: Historia del veneno que aterrorizó España»        | 29 de octubre de 2021    | 741 000 (5,4%)   |      |
| 342       | 9         | «Subida de precios, escasez, colapso: ¿Por qué falta de todo?»  | 6 de noviembre de 2021   | 887 000 (6,2%)   |      |
| 343       | 10        | «El PCE, 100 años después»                                      | 12 de noviembre de 2021  | 920 000 (6,5%)   |      |
| 344       | 11        | «Un programa sobre el SIDA: Póntelo, pónselo»                   | 19 de noviembre de 2021  | 807 000 (5,7%)   |      |
| 345       | 12        | «Apagón y colapso: Que alguien nos ilumine»                     | 26 de noviembre de 2021  | 808 000 (5,5%)   |      |
| 346       | 13        | «El negocio del cannabis: La que se puede liar»                 | 3 de diciembre de 2021   | 939 000 (6,7%)   |      |
| 347       | 14        | «España salvaje: Los animales y tú»                             | 10 de diciembre de 2021  | 903 000 (6,1%)   |      |
| 348       | 15        | «España y sus mitos (I): ¿Quién te has creído que eres?»        | 17 de diciembre de 2021  | 920 000 (6,4%)   |      |
| 349       | 16        | «40 años de 1982: El gol de Felipe»                             | 14 de enero de 2022      | 850 000 (5,5%)   |      |
| 350       | 17        | «Criptomonedas: Una moneda al aire»                             | 21 de enero de 2022      | 730 000 (4,9%)   |      |
| 351       | 18        | «Ucrania: Europa en la ruleta rusa»                             | 28 de enero de 2022      | 874 000 (6,0%)   |      |
| 352       | 19        | «Ruta por España: Perdiendo las buenas costumbres»              | 4 de febrero de 2022     | 928 000 (6,2%)   |      |
| 353       | 20        | «Pucherazo o pucheritos: La baja política»                      | 11 de febrero de 2022    | 1 076 000 (7,5%) |      |
| 354       | 21        | «Resacón electoral: Pasión de gaviotas»                         | 18 de febrero de 2022    | 1 112 000 (7,6%) |      |
| 355       | 22        | «Colapso popular: Barones contra Casados»                       | 25 de febrero de 2022    | 1 172 000 (8,3%) |      |
| 356       | 23        | «Descifrando a Putin: Enemigo a las puertas»                    | 4 de marzo de 2022       | 1 435 000 (9,9%) |      |
| 357       | 24        | «Ucrania: ¿Por qué acaba de cambiar tu mundo?»                  | 11 de marzo de 2022      | 1 104 000 (7,6%) |      |
| 358       | 25        | «Ucrania, Rusia, nosotros... ¿Y ahora qué?»                     | 18 de marzo de 2022      | 1 140 000 (8,2%) |      |
| 359       | 26        | «Ucrania: Tu economía de guerra»                                | 25 de marzo de 2022      | 992 000 (7,0%)   |      |
| 360       | 27        | «Así gobierna la ultraderecha»                                  | 1 de abril de 2022       | 878 000 (6,5%)   |      |
| 361       | 28        | «España se seca: La amenaza que no cala»                        | 8 de abril de 2022       | 802 000 (6,1%)   |      |
| 362       | 29        | «Caso mascarillas: Tápate la nariz»                             | 22 de abril de 2022      | 868 000 (6,4%)   |      |
| 363       | 30        | «Inflación: El precio de no conocer tu historia»                | 29 de abril de 2022      | 791 000 (6,5%)   |      |
| 364       | 31        | «España y sus mitos (II): El imperio contraataca»               | 6 de mayo de 2022        | 772 000 (6,6%)   |      |
| 365       | 32        | «Diez años del banco malo: Un ladrillo en tu bolsillo»          | 13 de mayo de 2022       | 670 000 (5,8%)   |      |
| 366       | 33        | «40 años en la OTAN: Del “¡bases fuera!” al “¿qué haces fuera?» | 20 de mayo de 2022       | 742 000 (6,6%)   |      |
| 367       | 34        | «Los últimos de la Guerra Civil: La quinta de la memoria»       | 27 de mayo de 2022       | 645 000 (5,9%)   |      |
| 368       | 35        | «Cultura del esfuerzo: La meritocracia son los padres»          | 3 de junio de 2022       | 676 000 (6,1%)   |      |
| 369       | 36        | «Mar Menor y otros lodos: Ruta por las aguas contaminadas»      | 10 de junio de 2022      | 620 000 (6,2%)   |      |
| 370       | 37        | «Elecciones en Andalucía: ¿Al fondo a la derecha?»              | 17 de junio de 2022      | 457 000 (4,7%)   |      |
| 371       | 38        | «Una de espías: Los secretos del oficio»                        | 24 de junio de 2022      | 497 000 (5,0%)   |      |

### Temporada 12 (2022-2023)
| N.º Serie | N.º Temp. | Título original                                                    | Fecha de emisión         | Audiencia      | Edad |
| --------- | --------- | ------------------------------------------------------------------ | ------------------------ | -------------- | ---- |
| 372       | 1         | «Mayores vs. Jóvenes: Lucha entre generaciones»                    | 9 de septiembre de 2022  | 513 000 (5,2%) | —    |
| 373       | 2         | «Terraplanistas, negacionistas y otras recetas de la conspiranoia» | 16 de septiembre de 2022 | 574 000 (5,1%) | —    |
| 374       | 3         | «Bajar la factura eléctrica: Te echamos un cable»                  | 23 de septiembre de 2022 | 659 000 (6,0%) | —    |
| 375       | 4         | «Ultraderecha en Europa: ya están aquí»                            | 30 de septiembre de 2022 | 612 000 (5,1%) | —    |
| 376       | 5         | «Octubre rojo: Cómo evitar una guerra nuclear»                     | 7 de octubre de 2022     | 751 000 (6,3%) | —    |
| 377       | 6         | «Volver al 36: El club de los poetas muertos»                      | 14 de octubre de 2022    | 807 000 (6,8%) | —    |
| 378       | 7         | «Estado del bienestar: Son los impuestos, estú pido»               | 21 de octubre de 2022    | 699 000 (5,5%) | —    |
| 379       | 8         | «Agropoly: ¿Quién se está comprando el campo?»                     | 27 de octubre de 2022    | 651 000 (5,4%) | —    |
| 380       | 9         | «Revoluciones olvidadas: Ruta por la España que pudo ser»          | 4 de noviembre de 2022   | 733 000 (5,6%) | —    |
| 381       | 10        | «Ruta del bakalao: Por aquí fueron los tiros»                      | 11 de noviembre de 2022  | 856 000 (6,8%) |      |
| 382       | 11        | «Las tarjetas rojas del Mundial de Catar»                          | 18 de noviembre de 2022  | 871 000 (6,7%) |      |
| 383       | 12        | «Los hombres de Paco: Desenterrando su historia»                   | 25 de noviembre de 2022  | 811 000 (6,3%) |      |
| 384       | 13        | «Ya somos 8.000 millones: Del simio al homo cíborg»                | 2 de diciembre de 2022   | 608 000 (4,5%) | —    |
| 385       | 14        | «100 años de la URS: Comunismo antes que Navidad»                  | 16 de diciembre de 2022  | 689 000 (5,5%) | —    |
| 386       | 15        | «El negocio de las dietas: El nuevo régimen»                       | 13 de enero de 2023      | 660 000 (4,9%) | —    |
| 387       | 16        | «Barrios en lucha: Ruta por las zonas sacrificadas»                | 20 de enero de 2023      | 708 000 (5,3%) | —    |
| 388       | 17        | «Hitler, el demócrata»                                             | 27 de enero de 2023      | 740 000 (5,5%) | —    |
| 389       | 18        | «Trabajar 4 días: La CEOE quiere, pero aún no lo sabe»             | 3 de febrero de 2023     | 671 000 (4,9%) | —    |
| 390       | 19        | «España: Esclavos de la leyenda negra»                             | 10 de febrero de 2023    | 813 000 (5,9%) | —    |
| 391       | 20        | «Ucrania: Se va a armar en primavera»                              | 17 de febrero de 2023    | 772 000 (5,7%) | —    |
| 392       | 21        | «Volver al 'Made in Spain': ¿Un cuento chino?»                     | 24 de febrero de 2023    | 720 000 (5,2%) | —    |
| 393       | 22        | «Pioneras feministas: Tus abuelas ya eran guerreras»               | 3 de marzo de 2023       | 745 000 (5,6%) | —    |
| 394       | 23        | «Mediador: ¿Nos hacemos unas fotillos?»                            | 10 de marzo de 2023      | 791 000 (6,1%) | —    |
| 395       | 24        | «El Yunque: La sociedad secreta que te quiere mandar»              | 17 de marzo de 2023      | 792 000 (6,0%) | —    |
| 396       | 25        | «Marbella vice: Ángeles y demonios»                                | 24 de marzo de 2023      | 816 000 (6,4%) | —    |
| 397       | 26        | «Cultura de la cancelación: Este programa no se podría hacer hoy»  | 31 de marzo de 2023      | 679 000 (5,6%) | —    |
| 398       | 27        | «Alcalde, tengo un problema: Ruta por los pueblos de España»       | 14 de abril de 2023      | 699 000 (5,7%) | —    |
| 399       | 28        | «Grimau, 1963: El último fusilado de la Guerra Civil»              | 21 de abril de 2023      | 744 000 (6,4%) | —    |
| 400       | 29        | «TOP: el juguete represor de Franco»                               | 28 de abril de 2023      | 595 000 (5,4%) | —    |
| 401       | 30        | «Doñana se seca. Y tú también»                                     | 5 de mayo de 2023        | 632 000 (5,6%) | —    |
| 402       | 31        | «Vagos, chulos, tacaños, paletos... ¿De qué región eres?»          | 12 de mayo de 2023       | 764 000 (6,4%) | —    |
| 403       | 32        | «Los famosos y tú: Te influyen aunque no quieras»                  | 19 de mayo de 2023       | 869 000 (7,1%) | —    |
| 404       | 33        | «Saca el pactómetro: Unas elecciones de ‘voto finish’»             | 26 de mayo de 2023       | 686 000 (5,9%) | —    |
| 405       | 34        | «23-J: Urnas calientes»                                            | 2 de junio de 2023       | 681 000 (5,7%) | —    |
| 406       | 35        | «20 años del Tamayazo: Todo lo que no te contaron»                 | 9 de junio de 2023       | 809 000 (7,4%) | —    |
| 407       | 36        | «Odio en España: Lo que el ojo no ve»                              | 16 de junio de 2023      | 592 000 (6,1%) | —    |
| 408       | 37        | «70 años de Concordato: Lo firmado con la Iglesia va a misa»       | 23 de junio de 2023      | 585 000 (6,7%) | —    |

### Temporada 13 (2023-2024)
| N.º Serie | N.º Temp. | Título original                                                         | Fecha de emisión         | Audiencia        | Edad |
| --------- | --------- | ----------------------------------------------------------------------- | ------------------------ | ---------------- | ---- |
| 409       | 1         | «Caso Rubiales: Machismo en fuera de juego»                             | 8 de septiembre de 2023  | 659 000 (6,7%)   | —    |
| 410       | 2         | «100 años de Primo de Rivera. El dictador campechano»                   | 15 de septiembre de 2023 | 752 000 (6,7%)   | —    |
| 411       | 3         | «100 días de PP y Vox: La extrema pareja»                               | 22 de septiembre de 2023 | 660 000 (5,9%)   | —    |
| 412       | 4         | «El aceitazo: Por qué te tienen frito»                                  | 29 de septiembre de 2023 | 669 000 (6,2%)   | —    |
| 413       | 5         | «Arabia Saudí: Los cheques magos de Oriente»                            | 6 de octubre de 2023     | 702 000 (6,6%)   | —    |
| 414       | 6         | «Israel y Palestina: La guerra prometida»                               | 20 de octubre de 2023    | 810 000 (6,6%)   | —    |
| 415       | 7         | «Guerrilleros de ciudad: El ejército fantasma contra Franco»            | 27 de octubre de 2023    | 753 000 (6,3%)   | —    |
| 416       | 8         | «Guerrilleros de ciudad: El último superviviente»                       | 3 de noviembre de 2023   | 795 000 (6,5%)   | —    |
| 417       | 9         | «Gaza: ¿Para qué sirve la ONU?»                                         | 10 de noviembre de 2023  | 716 000 (5,8%)   | —    |
| 418       | 10        | «Amnistía: Yo te perdono en el nombre de Pedro»                         | 17 de noviembre de 2023  | 1 018 000 (8,0%) | —    |
| 419       | 11        | «2003, emboscada en Irak: El día más duro de nuestros espías»           | 24 de noviembre de 2023  | 809 000 (6,6%)   | —    |
| 420       | 12        | «España, 1933: Cuando la República fue de derechas»                     | 1 de diciembre de 2023   | 731 000 (5,8%)   | —    |
| 421       | 13        | «50 años de la Operación Ogro: ¿Por qué asesinaron al Presidente?»      | 15 de diciembre de 2023  | 872 000 (7,3%)   | —    |
| 422       | 14        | «Banesto, 1993: Así despeinaron a Mario Conde»                          | 22 de diciembre de 2023  | 831 000 (7,1%)   | —    |
| 423       | 15        | «Contaminación en la costa: Outra Máis»                                 | 12 de enero de 2024      | 671 000 (5,2%)   | —    |
| 424       | 16        | «Viaje a la Argentina de Milei: La mano loca de Dios»                   | 19 de enero de 2024      | 922 000 (7,1%)   | —    |
| 425       | 17        | «¿Un programa sobre legalizar las drogas? No alucines»                  | 26 de enero de 2024      | 782 000 (6,4%)   | —    |
| 426       | 18        | «Decrecer o morir: un programa propositivo»                             | 2 de febrero de 2024     | 847 000 (7,2%)   | —    |
| 427       | 19        | «1984: El año de las barricadas»                                        | 9 de febrero de 2024     | 845 000 (6,4%)   | —    |
| 428       | 20        | «Raquel: Anatomía de un crimen»                                         | 16 de febrero de 2024    | 852 000 (6,9%)   | —    |
| 429       | 21        | «Políticos, mirad: La solución está en Viena»                           | 23 de febrero de 2024    | 871 000 (6,6%)   | —    |
| 430       | 22        | «Koldo, sol y sombra del ministerio»                                    | 1 de marzo de 2024       | 888 000 (7,1%)   | —    |
| 431       | 23        | «Puig Antich: La venganza más cruel de Franco»                          | 8 de marzo de 2024       | 807 000 (6,4%)   | —    |
| 432       | 24        | «¿Cómo están las máquinas?»                                             | 15 de marzo de 2024      | 696 000 (5,9%)   | —    |
| 433       | 25        | «El campo protesta: Nos gusta la fruta... pero barata»                  | 22 de marzo de 2024      | 579 000 (4,9%)   | —    |
| 434       | 26        | «Europa: ¿A cuánto estamos de una guerra?»                              | 5 de abril de 2024       | 763 000 (6,8%)   | —    |
| 435       | 27        | «Exilio, 1939: El cazador de rojos»                                     | 12 de abril de 2024      | 683 000 (6,2%)   | —    |
| 436       | 28        | «Guerra en Oriente Próximo: ¿Hasta donde 'Irán'?»                       | 19 de abril de 2024      | 731 000 (6,6%)   | —    |
| 437       | 29        | «Revolución de los claveles, cuando a Franco le temblaron las canillas» | 25 de abril de 2024      | 583 000 (5,0%)   | —    |
| 438       | 30        | «Decrecer o morir: Un programa propositivo»                             | 3 de mayo de 2024        | 604 000 (5,4%)   | —    |
| 439       | 31        | «LaSexta cumple 18: Flipa»                                              | 10 de mayo de 2024       | 800 000 (7,2%)   | —    |
| 440       | 32        | «Venganza en León: Han matado a la presidenta»                          | 17 de mayo de 2024       | 744 000 (7,0%)   | —    |
| 441       | 33        | «Turismo: Un problema con todo incluido»                                | 24 de mayo de 2024       | 694 000 (6,8%)   | —    |
| 442       | 34        | «Diez años de la abdicación del Rey: La otra cara de la moneda»         | 31 de mayo de 2024       | 777 000 (7,6%)   | —    |
| 443       | 35        | «Elecciones europeas: De extrema importancia»                           | 7 de junio de 2024       | 602 000 (6,0%)   | —    |
| 444       | 36        | «Odiocracia: El poder de dividirnos»                                    | 28 de junio de 2024      | 626 000 (6,2%)   | —    |

### Temporada 14 (2024-2025)
| N.º Serie | N.º Temp. | Título original                                                              | Fecha de emisión         | Audiencia        | Edad |
| --------- | --------- | ---------------------------------------------------------------------------- | ------------------------ | ---------------- | ---- |
| 445       | 1         | «1984: Retrato de la España quinqui»                                         | 6 de septiembre de 2024  | 687 000 (7,2%)   | —    |
| 446       | 2         | «Elon Musk y los X-Men: los defensores de la bulocracia»                     | 13 de septiembre de 2024 | 684 000 (6,8%)   | —    |
| 447       | 3         | «Venezuela: Un régimen demasiado Maduro»                                     | 20 de septiembre de 2024 | 638 000 (6,0%)   | —    |
| 448       | 4         | «Expediente Aránzazu: El ataque oculto de Washington a Franco»               | 27 de septiembre de 2024 | 638 000 (6,0%)   | —    |
| 449       | 5         | «Viaje al Israel de Netanyahu: Pura demencia»                                | 5 de octubre de 2024     | 792 000 (7,4%)   | —    |
| 450       | 6         | «Valle de Arán, Octubre del 44: La última bala la República»                 | 11 de octubre de 2024    | 731 000 (6,8%)   | —    |
| 451       | 7         | «Caso Ábalos: La verdadera historia del Grandullón, el Goblins y el Gominas» | 18 de octubre de 2024    | 758 000 (6,8%)   | —    |
| 452       | 8         | «Trump contraataca: Tras la posverdad, la posdemocracia»                     | 25 de octubre de 2024    | 660 000 (5,8%)   | —    |
| 453       | 9         | «Valencia 2024: Bienvenidos al nuevo clima»                                  | 8 de noviembre de 2024   | 1 047 000 (8,9%) | —    |
| 454       | 10        | «España inundable: ¿tiramos casas o qué?»                                    | 15 de noviembre de 2024  | 808 000 (6,4%)   | —    |
| 455       | 11        | «Inundados de bulos: ¿Dónde desemboca esto?»                                 | 22 de noviembre de 2024  | 760 000 (6,6%)   | —    |
| 456       | 12        | «Gambito de Aldama: Vaya jugada»                                             | 29 de noviembre de 2024  | 807 000 (7,2%)   | —    |
| 457       | 13        | «La España de las escuchas: Bárbara y los chicos del cable»                  | 13 de diciembre de 2024  | 780 000 (7,0%)   | —    |
| 458       | 14        | «Las escuchas bárbaras: Al servicio de Su Majestad»                          | 20 de diciembre de 2024  | 850 000 (7,4%)   | —    |
| 459       | 15        | «Abrimos el caso Baúl: Los poderosos que abusaban de las menores»            | 10 de enero de 2025      | 671 000 (5,5%)   | —    |
| 460       | 16        | «Gregorio Ordóñez, 1995: Cuando ETA perdió la calle»                         | 17 de enero de 2025      | 822 000 (7,0%)   | —    |
| 461       | 17        | «Elon, Mark y Jeff: aTRUMPados en sus redes»                                 | 24 de enero de 2025      | 780 000 (6,5%)   | —    |
| 462       | 18        | «¿Por qué no tienes casa?: Confesión de un especulador arrepentido»          | 31 de enero de 2025      | 813 000 (6,9%)   | —    |
| 463       | 19        | «Pelea de barro en Valencia: Anatomía de una reconstrucción»                 | 7 de febrero de 2025     | 740 000 (6,2%)   | —    |
| 464       | 20        | «La España de las renovables: Placa, placa frente a Trump»                   | 14 de febrero de 2025    | 719 000 (6,4%)   | —    |
| 465       | 21        | «Viaje a Alemania: Europa perdiendo el norte»                                | 21 de febrero de 2025    | 752 000 (6,6%)   | —    |
| 466       | 22        | «El show de Trump: Alerta naranja en Europa»                                 | 28 de febrero de 2025    | 910 000 (7,8%)   | —    |
| 467       | 23        | «Trump vs. Zelenski: No lo has visto todo»                                   | 7 de marzo de 2025       | 864 000 (7,4%)   | —    |
| 468       | 24        | «El camino de la lucha: Los otros 47»                                        | 14 de marzo de 2025      | 850 000 (7,3%)   | —    |
| 469       | 25        | «El Gran Israel: Viaje a las entrañas del Estado judío»                      | 21 de marzo de 2025      | 742 000 (6,3%)   | —    |
| 470       | 26        | «Coche eléctrico: ¿Cuándo será corriente?»                                   | 28 de marzo de 2025      | 769 000 (6,7%)   | —    |
| 471       | 27        | «El rearme del miedo: ¿Cruzamos la delgada línea roja?»                      | 4 de abril de 2025       | 766 000 (6,7%)   | —    |
| 472       | 28        | «Aranceles de Trump: Menudo crack»                                           | 11 de abril de 2025      | 630 000 (5,9%)   | —    |
| 473       | 29        | «Fletán, 1995: La última vez que nos declararon la guerra»                   | 25 de abril de 2025      | 598 000 (5,7%)   | —    |
| 474       | 30        | «Los pecados del Vaticano: Lecciones para el nuevo Papa»                     | 9 de mayo de 2025        | 778 000 (7,4%)   | —    |
| 475       | 31        | «El gran apagón: Que alguien nos ilumine»                                    | 16 de mayo de 2025       | 593 000 (5,9%)   | —    |
| 476       | 32        | «Juicio en Argentina, 1985: Mate a la dictadura»                             | 23 de mayo de 2025       | 633 000 (6,4%)   | —    |
| 477       | 33        | «China: Tu amigo agridulce»                                                  | 30 de mayo de 2025       | 747 000 (7,8%)   | —    |
| 478       | 34        | «Alto secreto: Los españoles que engañaron a Hitler (I)»                     | 6 de junio de 2025       | 676 000 (7,1%)   | —    |
| 479       | 35        | «Alto secreto: Los españoles que engañaron a Hitler (II)»                    | 13 de junio de 2025      | 491 000 (5,4%)   | —    |
| 480       | 36        | «PSOE: No todos son Santos»                                                  | 20 de junio de 2025      | 716 000 (7,9%)   | —    |
| 481       | 37        | «Homos corruptus: La especie que no se extingue»                             | 27 de junio de 2025      | 597 000 (7,2%)   | —    |